# Hekatombe
Als Hekatombe (altgriechisch ἑκατόμβη hekatómbê) bezeichnete man im antiken Griechenland ein großes Opfer von 100 Rindern. Der Begriff entwickelte sich aus der ursprünglich allgemeinen Bezeichnung für jedes reichere, aus Tieren bestehende Opfer. In Bezug auf die Zahl und Art derselben richtete es sich nach den Vermögensumständen der Opfernden sowie nach der Gottheit, der man es weihte, und nach dem Ort oder Fest, an dem es dargebracht wurde. 
Das Wort Hekatombe wird in der antiken Volksetymologie unter anderem von altgriechisch ἑκατόν hekatón („Einhundert“) hergeleitet. Hesychios von Alexandria kannte drei Arten der Hekatombe: das Hundertopfer an Rindern, das Dreiopfer sowie ein aus unterschiedlichen Tierarten zusammengesetztes Opfer. Für ein nicht näher spezifiziertes Dreiopfer kennt auch die Molpoi-Inschrift aus Milet im 5. Jahrhundert v. Chr. den Begriff. Eustathios von Thessalonike führte den Begriff auf den Beinamen des Apollon Hekatos zurück.
Homer nannte schon ein Opfer von zwölf Stieren, Lämmern, Schafen und Ziegen – Pindar sogar von Eseln – eine Hekatombe. Größere Rinderopfer waren namentlich im Kulte des Zeus und der Hera üblich und dienten bei großen Festen zugleich als Fleischspenden an das Volk. Der Monat, in dem man die Hekatomben vorzugsweise darbrachte, war der erste Monat des attischen Jahrs (vom 16. Juli bis 13. August) und hieß Hekatombaion.
Dem Kaiser Julian, der sich durch Tieropfer auszeichnete, genügte die einfache Hekatombe nicht mehr, sondern er zählte zu einem „kaiserlichen Opfer“ unter anderem 100 Löwen, 100 Adler und nannte dies eine Hekatombe. Gewöhnlich errichtete man im Freien Altäre von Rasen und schlachtete auf jedem ein Tier.
Im übertragenen Sinn spricht man in der Moderne auch bei einer erschütternd großen Zahl von Menschen, die einem Unglück, einem Massaker oder ähnlichem zum Opfer gefallen sind, von einer Hekatombe.